# Elisif Key-Åberg
Alva Maria Elisif Key-Åberg, född 19 april 1899 Stockholm, död 6 december 1982 i Grums, var en svensk konstnär.
Key-Åberg föddes i ett professorshem i Stockholm och sökte sig vid 21 års ålder till Konsthögskolan, där hon under tre års studier för Olle Hjortzberg kom att påverkas starkt av denne. 1924 företog hon en studieresa till Italien. Key-Åberg studerade 1926–1927 vid Brunssons vävskola och för Maurice Denis i Paris 1929–1930 samt vid Konstakademin i Oslo för Georg Jacobsen 1937–1939. Hon kom därefter att verka även som konsthantverkare. Bland Key-Åbergs verk märks målningar i Vänge Församlingshem 1927 och takmålningar föreställande 48 scener ur Kristens resa 1929, målningar i Östra flickläroverket i Norrköping 1935 samt målningar i Stureby folkskola 1943. Hon är begravd på Norra begravningsplatsen utanför Stockholm.

## Fotnoter
1. 1 2  Svenskt konstnärslexikon del III sid 364 Allhems Förlag Malmö
2. ↑  ”Key-Åberg, Alva Maria Elisif”. SvenskaGravar.se. https://www.svenskagravar.se/gravsatt/866bea7c-de0e-42af-8245-99b67e32ae31. Läst 30 oktober 2024.